# Rue du Cheval-Blanc (Nancy)
Pour les articles homonymes, voir Rue du Cheval-Blanc.
La rue du Cheval-Blanc est une voie de la commune française de Nancy.

## Situation et accès
La rue du Cheval-Blanc, qui adopte une direction générale est-ouest, est comprise au sein de la Vieille-ville de Nancy, à proximité de la basilique Saint-Epvre. La voie appartient administrativement au quartier Ville-Vieille - Léopold. Elle relie la place du Colonel-Fabien, à son extrémité orientale, à la rue de la Source, en croisant, et ce approximativement en son milieu, la rue de la Charité.
La chaussée routière, arborant de gros pavés, est comprise en zone 30. La circulation est à sens unique ouest-est sur toute la longueur de la rue. La chaussée est partiellement bordée du côté impair de la voie par une rangée de places de stationnement.

## Origine du nom
Ainsi nommée car une hôtellerie, située au n°3 en 1623, avait pour enseigne une plaque, sur laquelle était gravé un cheval blanc, avec cette devise : « Entrés en joye, sortés en paix, après grand travail une fin ».

## Historique
Après avoir porté les noms de « ruelle Saint-Jean », « ruelle de l'Étang », « rue Roboam », « rue Roubonneau » avant de prendre sa dénomination actuelle « rue du Cheval-Blanc ».

## Bâtiments remarquables et lieux de mémoire

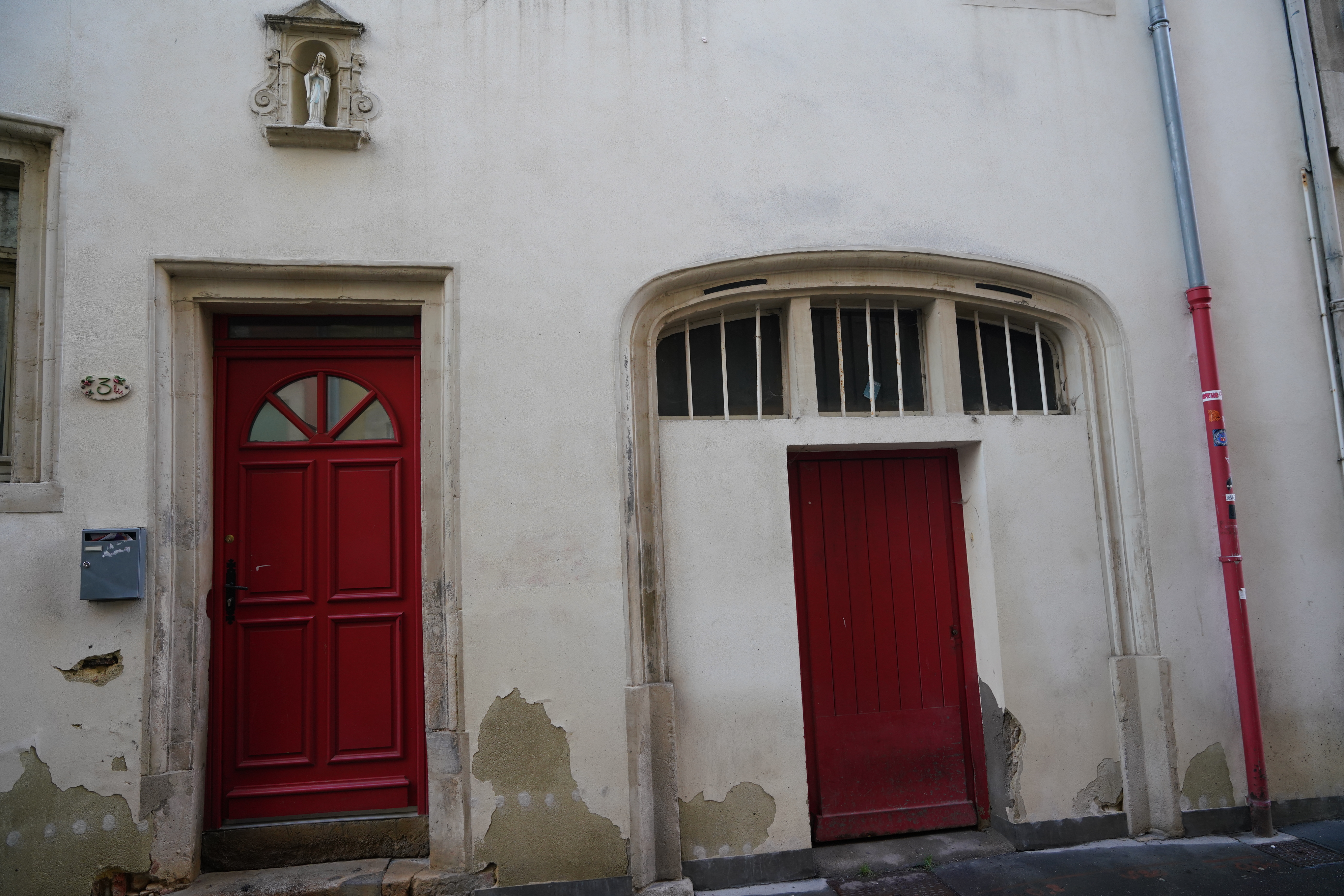
Porche avec une statue dans sa niche.

- no 14 : Hôtel de Lillebonne, édifice objet d’une inscription au titre des monuments historiques par arrêté du 15 mars 1944[2].